# Ella Baker
Ella Josephine Baker, née le 13 décembre 1903 et morte le 13 décembre 1986, est une journaliste, directrice de la publication, militante afro-américaine, figure majeure de la National Association for the Advancement of Colored People, de la Southern Christian Leadership Conference (SCLC), du Student Nonviolent Coordinating Committee et plus généralement du mouvement américain des droits civiques.

## Biographie

### Jeunesse et formation
Ella Baker est née en 1903 à Norfolk, en Virginie. Elle est le second enfant de Blake Baker, un serveur sur le ferry qui joint Norfolk à Washington (district de Columbia), et de son épouse Georgianna Ross, qui a exercé la profession d'enseignante d'école primaire jusqu'à son mariage. Elle a une sœur cadette, Margaret, et un frère aîné, Curtis,,,,.

#### Une famille religieuse
Alors que Ella Baker est âgée de huit ans, sa mère, Georgianna Baker, fuit le climat humide de Norfolk pour emménager à Littleton, dans l'État de Caroline du Nord. Les lois Jim Crow sévissent aussi bien à Norfolk qu'à Littleton. Comme dans tous les États du Sud, les règles de la ségrégation issues des lois Jim Crow sont omniprésentes, notamment par les panneaux désignant les lieux réservés aux Blancs et à ceux réservés aux Noirs ou aux « Colored ».
C'est dans ce climat de racisme que Ella Baker suit ses études primaires à Littleton, dans l'État de Caroline du Nord. Village où son grand-père maternel Mitchell Ross, un esclave émancipé après la guerre de Sécession, y possède un terrain agricole, où il pratique l'élevage de bovins et le maraîchage ; il est également le pasteur baptiste de Littleton. De cette période, Ella Baker retient des sermons de son grand père que la relation aux êtres humains est bien plus importante que la relation à l'argent et plus généralement aux biens matériels, mais c'est également durant cette période qu'elle est appelée nigger (« négresse ») par un enfant blanc, or nigger est la pire des insultes que l'on peut adresser à un Afro-Américain,,.
Ella Baker est également marquée par l'exemple de sa mère Georgianna Baker quant à son attention aux besoins des nécessiteux.

#### Scolarité
Après avoir achevé ses études secondaires, Ella Baker est acceptée par l'université Shaw de Raleigh, où elle obtient le Bachelor of Arts en 1927.

### Carrière

#### La grande Dépression

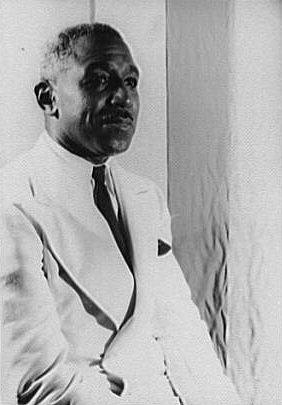
Photographie de George S. Schuyler prise par Carl Van Vechten.

Une fois diplômée, Ella Baker part pour New York tout en caressant le rêve de se rendre à Chicago pour suivre des cours de sociologie à l'université. En attendant, elle écrit des articles pour divers quotidiens, dont l'American West Indian News, dont elle devient membre de la direction de la publication. C'est en 1929, année de la grande Dépression, époque où les temps sont durs et plus particulièrement pour les Afro-Américains ; pour s'en sortir, Ella Baker occupe divers emplois alimentaires.
En 1932, elle rencontre George Schuyler, avec qui elle fonde la Young Negro Cooperative League et écrit des articles dans les colonnes du magazine The Nation,.
Pendant la période du New Deal, Ella Baker travaille au sein de la Work Projects Administration, jusqu'en 1938,.

#### Mariage
En 1940 ou 1941, Ella Baker épouse Thomas J. Roberts, qu'elle connaît depuis 1927 ; le couple s'installe dans un appartement proche de la Saint Nicholas Avenue, dans le quartier de Harlem. Le couple n'aura pas d'enfant. Ella Baker, pour affirmer son indépendance, garde son nom de naissance, geste peu fréquent à cette époque. Ella Baker parle peu de son mariage, ses proches, persuadés qu'elle est célibataire, continuent de l'appeler « miss Baker » ; ce silence fait que les biographes ne peuvent documenter sa vie conjugale,.

#### La National Association for the Advancement of Colored People

##### L'assistante de terrain

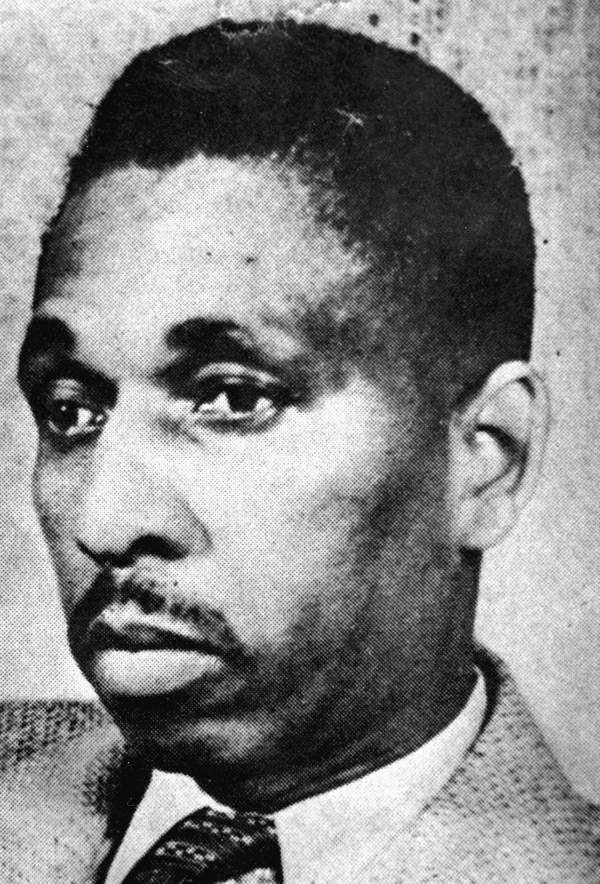
Photographie de Harry Tyson Moore.

En 1938, Ella Baker quitte la Work Projects Administration pour entrer à la National Association for the Advancement of Colored People, organisation qui se bat contre la pratique des lynchages, où elle embauchée comme assistante de terrain et cela pour un salaire  de 29 $ la semaine. Ella Baker se réjouit d'être payée pour critiquer et combattre le système. Elle est envoyée pour rendre visite aux sections locales des États du sud pour encourager leurs actions, les aider à trouver des fonds et recruter de nouveaux adhérents. Cette tournée lui fait traverser des États comme ceux de l’Alabama, de la Floride, de la Géorgie, de la Virginie, où règnent les lois Jim Crow et des groupes terroristes affiliés au Ku Klux Klan, États où les Blancs ont la haine de la NAACP et de ses représentants. En Floride, elle bénéficie du soutien de Harry Tyson Moore. Durant cette tournée, Ella Baker se rend compte que les salariés afro-américains qui ont le plus besoin de l'appui de la NAACP, comme les portiers, domestiques, employés de la voirie, chauffeurs, ouvriers du bâtiment, jardiniers sont les plus dépendants des Blancs, qui sont leurs principaux employeurs et que la NAACP doit prendre compte ce fait quant au recrutement et la formation des nouveaux membres. Ella Baker est d'autant plus consciente de la situation qu'elle-même vient du Sud,,.

##### La directrice des sections locales
Au bout de six ans, Ella Baker est promue au poste de directrice des sections locales. C'est la première fois qu'une femme accède à cette situation. Cette position lui permet de recruter des membres, récolter des fonds et d'organiser des campagnes locales. Elle se déplace dans le sud profond, là où sévissent les lois Jim Crow, les pires formes de ségrégation, les lynchages perpétrés par le Ku Klux Klan et autres adeptes du suprémacisme blanc, afin d'aider les adhérents et les Afro-Américains à  y faire face. Lors d'une de ses conférences est présente Rosa Parks qui lancera une campagne de boycott contre la compagnie des bus de Montgomery ,,,.

##### La démission

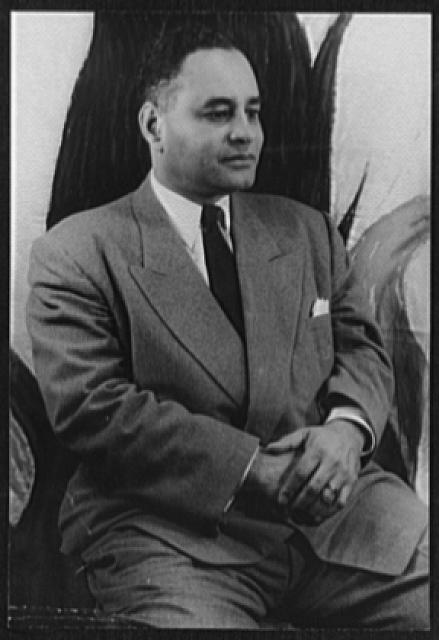
Portrait de Ralph Bunche.

Lors de ses déplacements, Ella Baker rencontre d'autres personnalités de la NAACP comme Edward Franklin Frazier, Ralph Bunche et Abram Lincoln Harris. C'est également un moment où la NAACP subit un conflit entre deux personnalités dirigeantes, W. E. B. Du Bois et Walter White, ce dernier reprochant à W. E. B. Du Bois d'utiliser son magazine The Crisis pour imposer ses vues sur la NAACP. Le conflit s'achève en 1948, lorsque Walter White est parvenu à chasser W. E. B. Du Bois de l'organisation. Ella Baker partage de nombreux points de vue de W. E. B. Du Bois ; lassée par la guerre des égos, elle donne sa démission de son poste de directrice des sections locales de la NAACP en 1946,.

##### La militante de la NAACP
Ella Baker continue son travail de militante de la NAAP malgré les tensions entre elle et Walter White et les reproches qu'elle peut faire envers cette organisation, critiques qu'elle ne divulguera jamais en public comme elle l'assure dans un courrier envoyé à Gloster B. Current (en), qui a pris la suite de Walter White comme secrétaire général de la NAACP.
John L. LeFlore, le leader de la section locale de la NAACP à Mobile dans l'État de l’Alabama, comme d'autres leaders de sections locales, plus particulièrement du Sud, continuent non seulement de soutenir Ella Baker mais l'invitent à tenir des conférences. Ainsi en janvier 1947, elle est invitée à Atlanta pour lancer la campagne de recrutement pour la NAACP ; les journalistes présents écrivent qu'elle a électrisé l'audience.

##### La présidente de la section locale de New York
En 1952, Ella Baker est élue présidente de la section locale de la NAACP de New York, l'une des plus importantes de l'organisation.

#### La Southern Christian Leadership Conference (SCLC)

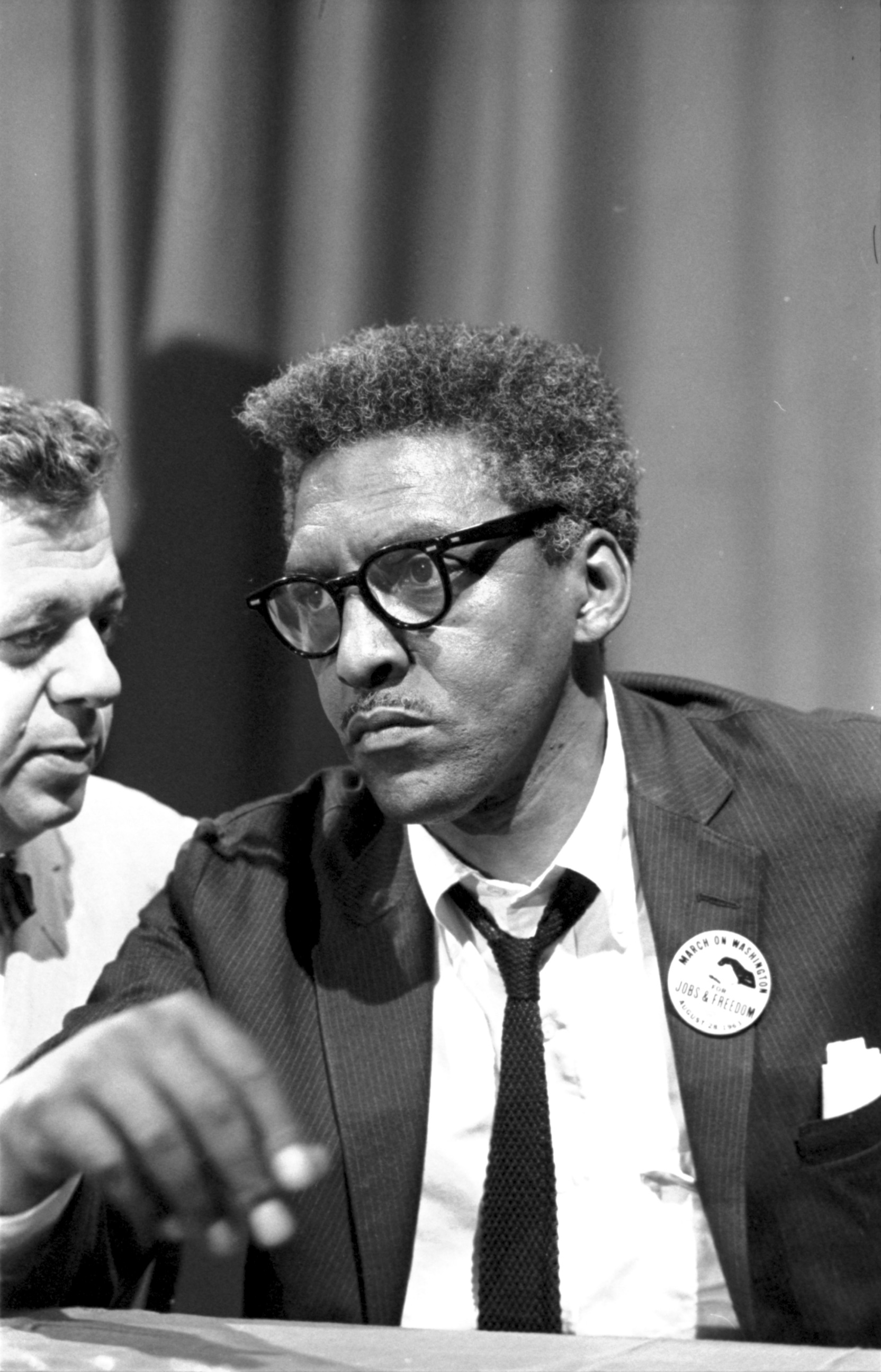
Bayard Rustin.

En janvier 1958, Bayard Rustin et Stanley Levison (en) invitent Ella Baker à se rendre à Atlanta pour qu'elle y crée un bureau de la Southern Christian Leadership Conference ou SCLC afin d'animer la Crusade for Citizenship (en) (Croisade pour l'égalité des droits civiques), un programme pour inciter les Afro-Américains des États du Sud à s'inscrire sur les listes électorales. Ella Baker accepte la mission ; partie au départ pour une durée de six semaines, elle y restera pendant plus de deux ans. En 1958, elle devient directrice par intérim de la SCLC ; elle ouvre plusieurs antennes de l'organisation. Pour conforter son travail, elle demande l'appui de Martin Luther King mais celui-ci est d'abord soucieux de propre carrière ; alors elle se tourne vers son ami le révérend John L. Tilley, qui la seconde. Le conseil d'administration la nomme directrice générale, poste qu'elle occupe jusqu'en 1960, année où elle est remplacée par Wyatt Tee Walker (en).

#### Le Student Nonviolent Coordinating Committee

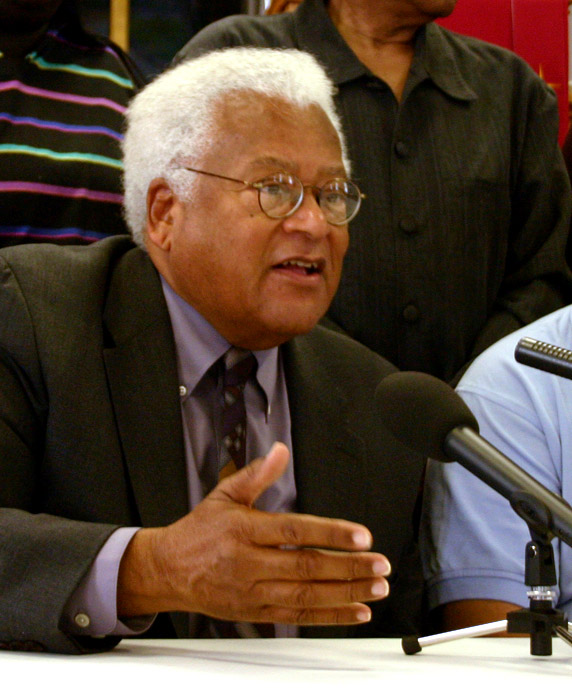
James Lawson photographié lors d'un meeting à Nashville, Tennessee.

En 1960, des sit-ins où se rassemblent des étudiants et étudiantes afro-américains ont lieu dans plus de 30 localités pour protester contre la ségrégation. Ella Baker les invite à se rendre à une conférence prononcée à l'université Shaw de Raleigh, en Caroline du Nord. À la sortie de la conférence, Ella Baker et des étudiants projettent de créer une nouvelle organisation, baptisée le Student Nonviolent Coordinating Committee. Malgré les pressions de la SCLC qui souhaite que ces groupes d'étudiants deviennent un mouvement de jeunes affiliés à la SCLC, Ella Baker tient bon et encourage ces étudiants à décider par eux-mêmes leurs orientations et projet. Elle les met en garde, leur apprend à prendre de la distance envers James Lawson ou Martin Luther King, qu'ils ne se laissent dire ce qu'ils ont à faire ou ne pas faire.

#### La fin
Elle meurt le 13 décembre 1986, jour de son 83e anniversaire, dans sa résidence de New York, ses funérailles sont célébrées à l'église baptiste abyssinienne de Harlem.

## Archives
Les archives d'Ella Baker sont consultables et disponibles au Schomburg Center for Research de la New York Public Library.

## Hommages
- 1994 : cérémonie d'admission au National Women's Hall of Fame[16].
- L'artiste afro-américaine Faith Ringgold lui rend hommage dans son tableau-quilt The Sunflowers Quilting Bee at Arles: The French Collection Part I, #4, 1991 exposé au Philadelphia Museum of Art[17].

## Dans la culture populaire
- Un film est tourné en 1981, sous la direction de Joanne Grant, Fundi: The Story of Ella Baker[18].